# Grand Prix International de Paris de 1989
Grand Prix International de Paris de 1989 (em francês:  Grand Prix International de Paris 1989) foi a terceira edição do Grand Prix International de Paris, um evento anual de patinação artística no gelo organizado pela Federação Francesa de Esportes no Gelo (em francês:  Federation Française des Sports de Glace). A competição foi disputada na cidade de Paris, França.

## Eventos
- Individual masculino
- Individual feminino
- Duplas
- Dança no gelo

## Medalhistas
| Evento                        | Ouro                                                  | Prata                                                  | Bronze                                            |
| Individual masculino detalhes | Viacheslav Zagorodniuk · União Soviética              | Grzegorz Filipowski · Polônia                          | Norm Proft · Canadá                               |
| Individual feminino detalhes  | Surya Bonaly · França                                 | Holly Cook · Estados Unidos                            | Laetitia Hubert · França                          |
| Duplas detalhes               | Mandy Wötzel · Axel Rauschenbach · Alemanha Oriental  | Isabelle Brasseur · Lloyd Eisler · Canadá              | Radka Kovaříková · René Novotný · Tchecoslováquia |
| Dança no gelo detalhes        | Anjelika Krylova · Vladimir Leliukh · União Soviética | April Sargeant Thomas · Russ Witherby · Estados Unidos | Susanna Rahkamo · Petri Kokko · Finlândia         |

## Resultados

### Individual masculino
| Pos.              | Nome                   | Nacionalidade      |
| ----------------- | ---------------------- | ------------------ |
| Medalha de ouro   | Viacheslav Zagorodniuk | União Soviética    |
| Medalha de prata  | Grzegorz Filipowski    | Polônia            |
| Medalha de bronze | Norm Proft             | Canadá             |
| 4                 | Daniel Doran           | Estados Unidos     |
| 5                 | Frédéric Lipka         | França             |
| 6                 | Éric Millot            | França             |
| 7                 | Philippe Candeloro     | França             |
| 8                 | Alessandro Riccitelli  | Itália             |
| 9                 | Lars Dresler           | Dinamarca          |
| 10                | Daisuke Nishikawa      | Japão              |
| 11                | Oliver Dechert         | Alemanha Ocidental |

### Individual feminino
| Pos.              | Nome             | Nacionalidade      |
| ----------------- | ---------------- | ------------------ |
| Medalha de ouro   | Surya Bonaly     | França             |
| Medalha de prata  | Holly Cook       | Estados Unidos     |
| Medalha de bronze | Laetitia Hubert  | França             |
| 4                 | Larisa Zamotina  | União Soviética    |
| 5                 | Stephanie Ferrer | França             |
| 6                 | ? Suda           | Japão              |
| 7                 | Sandra Garde     | França             |
| 8                 | Claudia Unger    | Alemanha Ocidental |

### Duplas
| Pos.              | Nome                             | Nacionalidade      |
| ----------------- | -------------------------------- | ------------------ |
| Medalha de ouro   | Mandy Wötzel / Axel Rauschenbach | Alemanha Oriental  |
| Medalha de prata  | Isabelle Brasseur / Lloyd Eisler | Canadá             |
| Medalha de bronze | Radka Kovaříková / René Novotný  | Tchecoslováquia    |
| 4                 | Sharon Carz / Doug Williams      | Estados Unidos     |
| 5                 | Tatjana Demovic / Holer Maletz   | Alemanha Ocidental |

### Dança no gelo
| Pos.              | Nome                                       | Nacionalidade      |
| ----------------- | ------------------------------------------ | ------------------ |
| Medalha de ouro   | Anjelika Krylova / Vladimir Leliukh        | União Soviética    |
| Medalha de prata  | April Sargeant Thomas / Russ Witherby      | Estados Unidos     |
| Medalha de bronze | Susanna Rahkamo / Petri Kokko              | Finlândia          |
| 4                 | Dominique Yvon / Frédéric Palluel          | França             |
| 5                 | Michelle McDonald / Mark Mitchell          | Canadá             |
| 6                 | Isabelle Sarech / Xavier Debernis          | França             |
| 7                 | Christelle Gautier / Alberick Dalongeville | França             |
| 8                 | Petra Zietemann / Frank Ladd-Oshiro        | Alemanha Ocidental |
| 9                 | Michela Cesaro / Carlo Soave               | Itália             |

## Quadro de medalhas
| Ordem | País              | Medalha de ouro | Medalha de prata | Medalha de bronze |    | Ordem por total |
| ----- | ----------------- | --------------- | ---------------- | ----------------- | -- | --------------- |
| 1     | União Soviética   | 2               |                  |                   | 2  | 1               |
| 2     | França            | 1               |                  | 1                 | 2  | 1               |
| 3     | Alemanha Oriental | 1               |                  |                   | 1  | 5               |
| 4     | Estados Unidos    |                 | 2                |                   | 2  | 1               |
| 5     | Canadá            |                 | 1                | 1                 | 2  | 1               |
| 6     | Polônia           |                 | 1                |                   | 1  | 5               |
| 7     | Finlândia         |                 |                  | 1                 | 1  | 5               |
| 7     | Tchecoslováquia   |                 |                  | 1                 | 1  | 5               |
| TOTAL | TOTAL             | 4               | 4                | 4                 | 12 | —               |